# Fundgrueb
Fundgrueb war von 1983 bis 2009 eine wöchentliche Schweizer Zeitschrift für Kleinanzeigen. Herausgegeben wurde sie von der Publigroupe und der Swisscom. Sie hatte ihren Sitz in Glarus.

## Geschichte
Per 1992 war das Heft rund 80 Seiten dick und enthielt rund 8000 Kleinanzeigen. Sie zählte zu diesem Zeitpunkt 33'000 Kioskkäufer sowie 10'500 Abonnenten und kostete CHF 3.50 beziehungsweise im Jahresabonnement CHF 187.
Die Zeitschrift wurde 2009 auf Grund mangelnder Rentabilität eingestellt, da die Online-Konkurrenz gemäss dem damaligen Konzernleitungsmitglied Jean-Pascal Michel zu gross wurde. Die letzte Ausgabe erschien am 31. Juli 2009.

## Inhalte
Fundgrueb enthielt keinen redaktionellen Inhalt, sie beschränkte sich ausschliesslich auf Kleinanzeigen, die gratis aufgegeben werden konnten. Es wurde auf gelbes Zeitungspapier gedruckt.